# Ozarba diaphora
Ozarba diaphora là một loài bướm đêm trong họ Noctuidae.